# Jarama (Automarke)
Jarama war eine brasilianische Automarke.

## Markengeschichte
Ein Unternehmen aus Rio de Janeiro begann Mitte der 1970er Jahre mit der Produktion von Automobilen. Der Markenname lautete Jarama. Anfang der 1980er Jahre endete die Produktion.

## Fahrzeuge
Im Angebot standen VW-Buggies. Auf ein Fahrgestell von Volkswagen do Brasil wurde eine offene Karosserie aus Fiberglas montiert. Ein luftgekühlter Vierzylinder-Boxermotor im Heck trieb die Hinterräder an. Eckige Scheinwerfer waren in die Fahrzeugfront integriert.